# Da 5 Bloods - Come fratelli
Da 5 Bloods - Come fratelli (Da 5 Bloods) è un film del 2020 diretto da Spike Lee.
Delroy Lindo, Clarke Peters, Norm Lewis e Isiah Whitlock Jr. interpretano quattro veterani della guerra del Vietnam che vi ritornano dopo più di quarant'anni, alla ricerca di un tesoro nascosto durante il conflitto e della salma del loro caposquadra (Chadwick Boseman).

## Trama
Nel 1971, durante la guerra del Vietnam, un plotone di cinque soldati afroamericani è incaricato di recuperare il contenuto di un aereo della CIA precipitato in territorio Viet Cong. Una volta scoperto il contenuto, una cassa piena di lingotti d'oro, decidono di sotterrarla in un luogo segreto per poi recuperarla alla fine del conflitto come "risarcimento" per il trattamento degli afroamericani da parte del governo. Tuttavia, il loro caposquadra e figura di riferimento Norman viene ucciso in uno scontro a fuoco e il sito viene successivamente livellato da un bombardamento al napalm, rendendo impossibile il ritrovamento dell'oro.
Nel presente, i quattro superstiti ritornano in Vietnam, dopo aver scoperto che parte dell'aereo è riemersa in seguito ad uno smottamento del terreno, intenzionati a ritrovare l'oro e i resti di Norman. Nel corso degli anni, gli ex-commilitoni hanno preso strade diverse: dipendente dagli oppioidi, Otis vorrebbe ricongiungersi con la sua vecchia fiamma del posto Tiên; Melvin soffre di alcolismo; Eddie è sul lastrico dopo il fallimento della sua concessionaria; Paul ha scelto di sopprimere i suoi demoni personali abbracciando la retorica del Presidente Trump. Dopo essersi messi in contatto con Vinh Tran, un operatore turistico che li aiuterà a raggiungere la foresta e che è ignaro delle vere motivazioni del gruppo, i quattro raggiungono Ho Chi Minh, dove Tiên li mette in contatto col francese Desroche, che li aiuterà a trafficare l'oro negli Stati Uniti. Tiên inoltre rivela a Otis di aver avuto una figlia da lui, ancora ignara della sua identità, per poi consegnargli una pistola, nel caso le cose volgessero al peggio.
I quattro vengono raggiunti anche dal figlio di Paul, David, preoccupato per il disturbo da stress post-traumatico mai affrontato del padre, acuito dai sensi di colpa verso la morte di Norm: per lui, questa è anche l'occasione per riallacciare i rapporti col padre, pessimi sin dalla morte di sua madre dopo il parto. Durante il viaggio, David conosce Hedy, una volontaria francese venuta nel paese per sminare le ex-zone di guerra insieme ai compagni Simon e Seppo, e tra i due si crea un'intesa. Nel frattempo, Paul scopre che Otis è armato e comincia a sospettare di lui e di Tiên. Giunti al sito dell'aereo, il gruppo trova l'oro proprio grazie a David, ed in seguito anche i resti di Norman. Si accende poi una discussione sulla divisione del bottino e, mentre cerca di calmare gli animi parlando delle volontà di Norman, Eddie calpesta una mina antiuomo che lo fa a pezzi. Anche David si trova bloccato su una mina inesplosa: sopraggiungono così Hedy, Simon e Seppo, ed insieme al gruppo lo salvano dalla mina allontanandolo prima che esploda. Sconvolto da quanto accaduto e paranoico che i volontari denuncino il ritrovamento dell'oro alle autorità, Paul si impadronisce della pistola di Otis e assume il comando, prendendo in ostaggio i volontari e con l'aiuto di David, li legano, causando una frattura con Hedy. Durante la notte, Seppo riesce a liberarsi e fugge per chiedere aiuto mentre il gruppo approfitta della distrazione per togliere la pistola a Paul, che perde la fiducia nei loro confronti e anche verso il figlio.
Raggiunto il punto di recupero indicato da Vinh, il gruppo offre una parte del tesoro alla guida per non fare domande sulla sorte dell'amico, ma vengono interrotti dall'arrivo di un gruppo armato di vietnamiti, che reclamano l'oro minacciando di uccidere Seppo, catturato in precedenza. Ne segue uno scontro a fuoco in cui Seppo muore calpestando una mina, David viene ferito ad una gamba ed i mercenari vengono sconfitti e messi in fuga. Intuendo che Desroche ha assunto quegli uomini per impadronirsi dell'oro, Otis prova a chiedere aiuto a Tiên, ma Paul gli rompe il cellulare, accusandolo di essere in combutta con loro. Farneticando, Paul abbandona il figlio e il resto del gruppo, inoltrandosi nella giungla da solo con la propria parte del bottino. Isolati e prevedendo l'arrivo di ulteriori rinforzi, il gruppo decide di trincerarsi in un tempio in rovina, mentre Paul perde il suo oro dopo l'attacco di un serpente; delirando sotto l'effetto del veleno dell'animale, ha una visione di Norman che gli perdona il suo più grande rimorso, l'averlo ucciso accidentalmente nella foga dell'attacco Viet Cong. Paul viene quindi catturato dagli uomini di Desroche, che lo giustiziano dopo che questi si rifiuta di dire loro dove si trovano l'oro ed i suoi compagni. Sopraggiunto, Desroche circonda il tempio coi suoi uomini, assicurando ad Otis che Tiên non aveva nulla a che fare col tradimento. Il gruppo rifiuta di consegnargli l'oro e, precedentemente impadronitosi delle armi dei mercenari, ha la meglio sugli uomini di Desroche. Quest'ultimo ferisce Otis e cerca di ucciderlo con una granata, ma Melvin ci si lancia sopra e ne assorbe l'esplosione, sacrificandosi. Desroche si prepara quindi a finire Otis, ma viene freddato a sua volta da David con la pistola sottratta al padre.
Una volta tornati a casa con le spoglie di Norman, a cui viene dato un funerale militare, recapitano la parte di bottino di Melvin alla sua vedova, quella di Eddie viene donata a un gruppo di Black Lives Matter, mentre Hedy e Simon devolvono la loro parte ad un'organizzazione volontaria per lo sminamento umanitario intitolata a Seppo. Otis va da Tiên e fa la conoscenza di sua figlia. David dona una fetta della sua parte all'organizzazione umanitaria di Hedy e si riappacifica con la figura paterna, dopo aver letto una lettera a lui indirizzata che Paul aveva affidato a Otis in caso di morte.

## Produzione
Il film era originariamente uno spec script del 2013 scritto da Danny Bilson e Paul De Meo, intitolato The Last Tour: dopo aver sostituito Oliver Stone alla regia del film nel 2016, Spike Lee ne ha effettuato una riscrittura assieme a Kevin Willmott, co-sceneggiatore del suo BlacKkKlansman, incentrandolo sulla prospettiva dei soldati afro-americani.
Le riprese sono iniziate il 23 marzo 2019 e si sono svolte tra Vietnam e Thailandia. Con un budget tra i 35 ed i 45 milioni di dollari, il film è stato tra i più costosi nella carriera del regista.

## Promozione
Il primo trailer del film è stato diffuso online il 18 maggio 2020.

## Distribuzione
Il film è stato distribuito sulla piattaforma Netflix a partire dal 12 giugno 2020. Prima della pandemia di COVID-19 del 2019-2021, avrebbe dovuto essere presentato in anteprima fuori concorso al Festival di Cannes 2020 nel mese di maggio, per poi avere una distribuzione limitata nelle sale cinematografiche statunitensi prima della propria uscita su Netflix.

## Accoglienza

### Critica
Sull'aggregatore Rotten Tomatoes il film riceve il 92% delle recensioni professionali positive su 285 critiche, mentre su Metacritic ottiene un punteggio di 82 su 100 basato su 49 critiche.
Francesco Alò, critico di BadTaste.it, posiziona il film nella top ten dei migliori usciti in Italia nel 2020.

## Riconoscimenti
- 2021 - Premio Oscar[7]
  - Candidatura per la migliore colonna sonora a Terence Blanchard
- 2020 - Chicago Film Critics Association Awards[8]
  - Candidatura per il miglior film
  - Candidatura per il miglior regista a Spike Lee
  - Candidatura per il miglior attore a Delroy Lindo
  - Candidatura per il miglior attore non protagonista a Chadwick Boseman
  - Candidatura per la migliore sceneggiatura originale a Danny Bilson, Paul De Meo, Kevin Willmott e Spike Lee
  - Candidatura per la migliore colonna sonora originale a Terence Blanchard
- 2020 - Chicago Indie Critics Awards[9]
  - Miglior film con budget superiore ai 20 milioni di dollari
  - Miglior regista a Spike Lee
  - Miglior attore non protagonista a Chadwick Boseman
  - Candidatura per il miglior attore a Delroy Lindo
  - Candidatura per il miglior cast
  - Candidatura per la miglior fotografia a Newton Thomas Sigel
- 2020 - National Board of Review[10]
  - Miglior film
  - Miglior regista a Spike Lee
  - Miglior cast
- 2020 - New York Film Critics Circle Awards[11]
  - Miglior attore protagonista a Delroy Lindo
  - Miglior attore non protagonista a Chadwick Boseman
  - Menzione speciale a Spike Lee
- 2021 - American Film Institute[12]
  - Migliori dieci film dell'anno
- 2021 - Art Directors Guild[13]
  - Candidatura per la migliore scenografia in un film contemporaneo a Wynn Thomas
- 2021 - British Academy Film Awards[14]
  - Candidatura per il miglior attore non protagonista a Clarke Peters
- 2021 - Critics' Choice Awards[15]
  - Candidatura per il miglior film
  - Candidatura per il miglior attore a Delroy Lindo
  - Candidatura per il miglior attore non protagonista a Chadwick Boseman
  - Candidatura per il miglior cast corale
  - Candidatura per il miglior regista a Spike Lee
  - Candidatura per la miglior fotografia a Newton Thomas Sigel
- 2021 - Critics Choice Super Awards[16]
  - Miglior film d'azione
  - Miglior attore in un film d'azione a Delroy Lindo
- 2021 - London Critics Circle Film Awards[17]
  - Candidatura per il miglior attore dell'anno a Delroy Lindo
  - Candidatura per il miglior attore non protagonista dell'anno a Chadwick Boseman
- 2021 - National Society of Film Critics[18]
  - Miglior attore a Delroy Lindo
  - Terzo miglior attore non protagonista a Chadwick Boseman
- 2021 - New York Film Critics Circle Awards[19]
  - Miglior attore protagonista a Delroy Lindo
  - Menzione speciale a Spike Lee
- 2021 - San Diego Film Critics Society Awards[20]
  - Candidatura per il miglior cast
  - Candidatura per il miglior utilizzo delle musiche
- 2021 - Satellite Awards[21][22]
  - Miglior attore non protagonista a Chadwick Boseman
  - Candidatura per il miglior attore in un film drammatico a Delroy Lindo
- 2021 - Saturn Award[23]
  - Candidatura per il miglior film thriller
  - Candidatura per il miglior attore a Delroy Lindo
- 2021 - Screen Actors Guild Award[24]
  - Candidatura per il migliore attore non protagonista a Chadwick Boseman
  - Candidatura per il miglior cast cinematografico
  - Candidatura per le migliori controfigure cinematografiche
- 2021 - VES Awards[25]
  - Candidatura per i migliori effetti visivi di supporto in un film a Randall Balsmeyer, James Cooper e Watcharachai "Sam" Panichsuk
- 2021 - Washington D.C. Area Film Critics Association[26]
  - Candidatura per il miglior attore a Delroy Lindo
  - Candidatura per il miglior cast
  - Candidatura per la miglior fotografia a Newton Thomas Sigel